# 負整數
負整數，在数学中是指小於0的整數。負整數是负数与整数的交集。和整數一样，負整數也是一個可數的無限集合。這個集合在数学上通常用粗體Z-或{\displaystyle \mathbb {Z} ^{-}}来表示。在任何大于0的自然数前面加上性质符号“−”，所得的数即为负整数，例如−1、−2、−3等。负整数可以被认为是自然数的扩展。負整數与0则统称为非正整数。

## 性質
負整數是指小於零的整數。負整數存在最大值負一，但不存在最小值；負整數與負整數的和仍是負整數，而負整數與負整數的積會變為正整數。

### 負整數的平方
由於負整數與負整數的積會變為正整數，因此負整數的平方與其相反數的平方數相同
{\displaystyle {(-n)}^{2}={n}^{2}}

### 負整數的方根
若不考慮複數，負整數不能取平方根，但能夠取奇數次的方根。在複數域中，負整數的平方根為其相反數平方根的虛數單位倍。
{\displaystyle {\sqrt {-n}}=i{\sqrt {n}}}

### 負整數的對數
在實數域中，負整數的對數不存在。但在复数域，根据欧拉恒等式{\displaystyle {{{e}^{{i}\,{\pi }}}+{1}}=0}，可以得出-1的自然对数{\displaystyle \ln {(-1)}=i\pi }，再依據對數性質{\displaystyle \log _{\alpha }MN=\log _{\alpha }\!M+\log _{\alpha }\!N}，負整數的對數{\displaystyle \ln {(-n)}=\ln {(-1\times n)}=\ln {(-1)}+\ln {(n)}}，得到：
{\displaystyle \ln {(-n)}=\ln {(n)}+i\pi }

### 負整數的因數
負整數的正因數與其相反數的正因數相同。在質因數分解中，能夠透過將負一提出來完成質因數分解，而除了-1外，其他的質因數亦與其相反數相同。

## 部分的負整數
-1
- 負數單位。
- 最大的負整數、最大的負奇數。
- 平方根為虛數單位。

-2
- 负数，因數有-2、-1、1和2。
質因數分解，{\displaystyle -1\times 2}。
- 最大的負偶數。
- 立方體下闭集合中欧拉示性数的最小值[5]。

-3
- 负数，因數有-3、-1、1和3。
質因數分解，{\displaystyle -1\times 3}。
- 負三分貝為半能點。
- 二次域{\displaystyle \mathbb {Q} [{\sqrt {-3}}]}為簡單歐幾里得整環。[註 2]
- 四維超立方體（或四維超方形）下闭集合中欧拉示性数的最小值[5]

-4
- 负数，因數有-4、-2、-1、1、2和4。
質因數分解，{\displaystyle -1\times 2^{2}}。
- 五維超立方體（或五維超方形）下闭集合中欧拉示性数的最小值[5]
- 平方根為2i

-6
- 负数，因數有-6、-3、-2、-1、1、2、3和6。
質因數分解，{\displaystyle -1\times 2\times 3}。
- 廣義的三角形數、廣義的六邊形數與雙Pochhammer三角形（Double Pochhammer triangle）（OEIS數列A039683）。

-7
- 负数，因數有-7、-1、1和7。
質因數分解，{\displaystyle -1\times 7}。
- 二次域{\displaystyle \mathbb {Q} [{\sqrt {-7}}]}為簡單歐幾里得整環。[註 2]

-10
- 负数，因數有-10、-5、-2、-1、1、2、5和10。
質因數分解，{\displaystyle -1\times 2\times 5}。
- 六維超立方體（英语：6-cube）（或六維超方形）下闭集合中欧拉示性数的最小值[5]

-11
- 负数，因數有-11、-1、1和11。
質因數分解，{\displaystyle -1\times 11}。
- 二次域{\displaystyle \mathbb {Q} [{\sqrt {-11}}]}為簡單歐幾里得整環。[註 2]

-14
- 负数，因數有-14、-7、-2、-1、1、2、7和14。
質因數分解，{\displaystyle -1\times 2\times 7}。
- -14是Glaisher's chi數（OEIS數列A002171）
- -14是廣義的斯特靈三角數（OEIS數列A049444）

-40
- 负数，因數有-40、-20、-10、-8、-5、-4、-2、-1、1、2、4、5、8、10、20和40。
質因數分解，{\displaystyle -1\times 2^{3}\times 5}。
- 華氏及攝氏溫標的平等點，即-40℉=-40℃。

## 外部連結
- 埃里克·韦斯坦因. . MathWorld.